# Joop Cabout
Johannes Cabout, detto Joop (Gouda, 28 ottobre 1927 – 10 ottobre 2013), è stato un pallanuotista olandese, che ha partecipato all'olimpiade di Helsinki 1952.
Era il nonno della pallanuotista olimpica Mieke Cabout.